# Eunidia punctulicollis
Eunidia punctulicollis är en skalbaggsart som beskrevs av Stefan von Breuning 1957. Eunidia punctulicollis ingår i släktet Eunidia och familjen långhorningar. Inga underarter finns listade i Catalogue of Life.